# Cheilopogon pitcairnensis
Cheilopogon pitcairnensis är en fiskart som först beskrevs av Nichols och Breder, 1935.  Cheilopogon pitcairnensis ingår i släktet Cheilopogon och familjen Exocoetidae. Inga underarter finns listade i Catalogue of Life.